# Full patte
Full patte är en svensk webb-tv-serie i åtta avsnitt på SVT Flow, producerad av Eyeworks, med premiär 24 april 2014.
Full patte är en frispråkig, humoristisk, samhällskritisk serie skapad av de huvudmedverkande systrarna Bianca Kronlöf och Tiffany Kronlöf samt regissören Sara Haag. I åtta 10-minuterslånga avsnitt avhandlas olika aktuella ämnen utifrån en  normkritisk och feministisk grundsyn med humoristisk satir och allvarlig samhällsanalys. Serien innehåller specialkomponerad musik med syfte att sammanfatta avsnittets tema. Musiken är komponerad av producenten Thom Gisslén och Tiffany Kronlöf. 
I juni 2014 vann serien TV-producenternas pris Ria för Årets bästa online-produktion.
I augusti 2014 vann serien Svenska Stand up-galans pris för bästa media. Programmet vann Kristallen 2016 för årets humorprogram.